# Куратов, Елизар Васильевич
Елизар Васильевич Куратов — кузнец Горьковского автомобильного завода, лауреат Сталинской премии (1946).
Родился 18 июля (1 августа) 1904 года в селе Лагушино, ныне Калачинский район Омской области.
С 1930 года работал на Горьковском автомобильном заводе: кузнец кузнечного цеха, кузнец 1-го класса, мастер участка ковочных машин кузнечного корпуса.
Неоднократный победитель социалистического соревнования. В 1945 году поставил рекорд, изготовив за смену 1102 детали вместо 400 по норме.
Лауреат Сталинской премии (1946) — за коренную рационализацию методов изготовления поковок автомобильных деталей, обеспечившую высокий рост производительности труда, улучшение качества продукции и значительную экономию горючего.
Награждён тремя орденами Трудового Красного Знамени (04.12.1941; 20.01.1943; 09.01.1952); орденом «Знак Почёта» (16.09.1945).
Жил в городе Горький, умер 15 февраля 1968 года, похоронен на Старо-Автозаводском кладбище.
Автор брошюр:
- Моя работа, мой метод [Текст] / Елизар Куратов, кузнец 1-го класса Горьк. автозавода им. В. М. Молотова, лауреат Сталинской премии. — [Москва] : изд-во и тип. Профиздата, 1947. — 35 с. : ил.; 20 см. — (Стахановцы новой сталинской пятилетки).
- Моя работа, мой метод [Текст] / Елизар Куратов, кузнец 1-го класса Горьк. автозавода им. В. М. Молотова; [Материал записан и литературно обработ. М. В. Драгуновым и И. С. Романовским]. — Магадан : изд-во и тип. изд-ва «Совет. Колыма», 1948. — 66 с. : ил.; 14 см. — (Библиотечка стахановца Дальстроя; 7).